# Giovanna III di Borgogna
Giovanna di Francia o di Borgogna, in francese Jeanne de France ou Jeanne III de Bourgogne (1 o 2 maggio 1308 – 13 agosto 1347) fu signora di Salins, contessa di Borgogna, Contessa di Chalon e Contessa d'Artois, dal 1330 alla sua morte; fu anche duchessa consorte della Borgogna, dal 1318 alla sua morte.

## Origine
Come riportato dalla Continuatio Chronici Guillelmi de Nangiaco, Giovanna era la figlia primogenita del re di Francia e re di Navarra, Filippo V il Lungo, e della Signora di Salins, contessa di Borgogna, Contessa di Chalon e Contessa d'Artois, Giovanna II; questa, come ricordato dalla madre nel proprio testamento del 1328, era la figlia femmina primogenita del Signore di Salins, Conte di Chalon e Conte di Borgogna, Ottone IV e dalla futura contessa regnante d'Artois, Matilde di Artois, che secondo le Gesta Philippi Tertii Francorum Regis, era la figlia primogenita del conte d'Artois, Roberto II il Nobile (1250-1302) e della signora di Conches, Amicia di Courtenay, figlia di Pietro di Courtenay (1218 - † 1250), signore di Conches e di Mehun, e di Petronilla di Joigny, come ci conferma la Histoire généalogique de la Maison royale de Courtenay.
Filippo V il Lungo era il figlio maschio secondogenito del re di Francia, Filippo IV il Bello, e della regina regnante di Navarra, contessa di Champagne e Brie, Giovanna I, come ci viene confermato dal Continuatio Chronici Guillelmi de Nangiaco.

## Biografia

Stemma dei conti di Borgogna (Franca Contea).

Secondo la Histoire généalogique des ducs de Bourgogne de la maison de France, nell'aprile del 1313 Giovanna fu fidanzata al duca di Borgogna, Ugo V, figlio del Duca di Borgogna e re titolare di Tessalonica, Roberto II e della moglie, Agnese di Francia; il matrimonio non fu mai celebrato, poiché Ugo V morì circa due anni dopo, il 9 maggio 1315; fu inumato nell'Abbazia di Cîteaux, accanto ai suoi predecessori.
All'inizio del 1314 il re Filippo il Bello fece arrestare le tre nuore: Margherita di Borgogna, Giovanna II di Borgogna (madre di Giovanna III) e la sorella di Giovanna, Bianca di Borgogna (1296-1326, futura regina di Francia, in quanto moglie del terzogenito Carlo Martello il Bello), con l'accusa di adulterio. Il fatto viene riportato dalla Continuatio Chronici Guillelmi de Nangiaco.
Margherita era sospettata di aver commesso l'adulterio con il cavaliere normanno Philippe d'Aunay, mentre il fratello di questi, Gauthier, aveva commesso adultero con sua zia, Bianca, e per questo, entrambe erano state ripudiate; Giovanna fu assolta dall'accusa di adulterio ma condannata per complicità con la sorella e la cognata. Dopo che i loro amanti, Philippe e Gauthier, sotto tortura, ebbero confessato, anche Bianca e Margherita ammisero l'adulterio e furono condannate ad essere rinchiuse in una fortezza.
La madre di Giovanna III, Giovanna di Borgogna, condannata per complicità, venne rinchiusa nel castello di Dourdan. Nel 1315, mentre era ancora confinata lì, suo zio, il fratello di sua madre, Roberto, conte di Borgogna e di Chalon, morì a Parigi, e quindi Giovanna II gli succedette, divenendo la contessa di Borgogna, ma la contea venne amministrata da Matilde di Artois (madre di Giovanna II) e da Filippo il Lungo (marito di Giovanna di Borgogna), fratello di Luigi X, detto l'Attaccabrighe, re di Francia dal 1314.
Il 5 giugno 1316, alla morte del re di Francia Luigi X, suo padre, Filippo il Lungo, conte di Poitiers, fu nominato reggente in attesa della nascita dell'erede al trono (al momento della morte di Luigi X l'Attaccabrighe, la sua seconda moglie, Clemenza d'Ungheria, era in attesa del suo primogenito e il parto era atteso per la fine dell'autunno). A novembre nacque un maschio, Giovanni detto il Postumo, re di Francia, che però visse solo cinque giorni, e Filippo il Lungo fu proclamato re Filippo V, sostituendo nel diritto al trono Giovanna di Navarra. In difesa dei diritti di questa si schierò suo zio, il duca di Borgogna, Oddone o Eudes IV, che alla fine cedette ottenendo però come compenso per la nipote una rendita di 15.000 lire tornesi, il matrimonio di questa con il conte d'Évreux, e la promessa delle contee di Champagne e di Brie, se Filippo V fosse morto senza discendenti maschi; per sé, Oddone ottenne il fidanzamento con Giovanna figlia di Filippo V; il contratto di matrimonio venne siglato a Nogent-sur-Seine, il 29 settembre 1316. Quando Filippo il Lungo divenne re, sua moglie Giovanna di Borgogna riottenne la libertà e il 9 gennaio 1317 fu incoronata regina di Francia; all'incoronazione assistettero solo sua madre, Matilde, e lo zio di Filippo, Carlo di Valois. Nel mese di febbraio una commissione di prelati, cittadini autorevoli, feudatari e dottori dell'università enunciarono il principio che una donna non può accedere al trono di Francia.
Dopo aver ottenuto la dispensa papale, per via della consanguineità, a Parigi, il 18 giugno 1318, Giovanna di Borgogna sposò Oddone, nello stesso giorno del matrimonio di sua cugina Giovanna di Navarra col Conte d'Évreux, Filippo, come ci viene confermato dalla Histoire des ducs de Bourgogne de la race capétienne, vol. VII. 
Giovanna di Borgogna aveva da poco compiuto 10 anni. Anche il Continuatio Chronici Guillelmi de Nangiaco ricorda il matrimonio della primogenita del re Filippo V col duca di Borgogna, prima nel 1317 e poi, nel 1318, nella festa della Trinità, ricordando anche il matrimonio di Giovanna, figlia di Luigi X e di Margherita di Borgogna, quindi nipote sia di Filippo V sia di Oddone IV, con Filippo, figlio del Conte d'Évreux, Luigi di Francia; questi due matrimoni, nel giorno della festa della Trinità (18 aprile) sono ricordati anche dalla Chronique parisienne anonyme du XIVe siècle.
Nel 1322, alla morte di suo padre, Giovanna fu esclusa dalla successione al trono di Francia, come sei anni prima era stata esclusa sua cugina Giovanna, per il principio che una donna non può accedere al trono di Francia. Cosicché a suo padre successe lo zio, Carlo IV Martello il Bello.
Nel 1328 Carlo il Bello morì senza eredi maschi; la sua vedova, Giovanna d'Évreux era incinta e in attesa del parto fu nominato reggente Filippo di Valois, un cognato, marito di Giovanna di Borgogna, capetingio di linea maschile, figlio di Carlo di Valois, fratello di Filippo IV il Bello. Quando però nacque un'altra femmina, Filippo di Valois fu eletto re di Francia con il nome di Filippo VI, divenendo il primo re della casa Valois.
Nel 1329 morì Mahaut, e come questa aveva espressamente indicato nel suo testamento, redatto nel 1328, Giovanna II divenne Contessa d'Artois. Giovanna II morì poco tempo dopo, il 21 gennaio 1330, all'età di 39 anni. Fu tumulata nella Chiesa dei Cordiglieri, a Parigi.
Giovanna succedette alla madre come Giovanna III, sia contessa di Borgogna che Contessa d'Artois, come indicato nel testamento della nonna.
Suo marito, Oddone IV servì lealmente il nuovo re di Francia, suo cognato, Filippo VI e durante la guerra dei cent'anni, a fianco del figlio, Filippo di Borgogna, partecipò ai combattimenti in difesa della città di Saint-Omer nella contea d'Artois, dagli assalti delle truppe di Roberto III d'Artois e dei fiamminghi (la battaglia di Saint-Omer è descritta nella Histoire des ducs de Bourgogne de la race capétienne, vol. VII), alleati di Edoardo III d'Inghilterra. Poi combatté gli inglesi, nel 1346, in Guascogna ed proprio, all'assedio del castello d'Aiguillon, condotto da suo nipote, Giovanni di Francia, il futuro re di Francia, Giovanni il Buono, nel mese di agosto, suo figlio, Filippo, mentre accorreva sul luogo dove avveniva una scaramuccia, subì gravi ferite per una caduta del suo cavallo, che lo trascinò a terra e lo schiacciò sotto il peso del proprio corpo; a seguito delle ferite riportate, Filippo morì il 22 settembre di quello stesso anno. Secondo la Histoire des ducs de Bourgogne de la race capétienne, vol. VIII, Filippo morì l'11 agosto e, a seguito di questo tragico evento che addolorò, sia l'erede al trono di Francia, Giovanni il Buono, che il padre di Filippo, Oddone IV, il cadavere fu portato ad Agen e l'assedio fu tolto il 20 agosto.
Giovanna III morì nel 1347, e fu tumulata nell'Abbazia di Fontenay. Alla sua morte nei titoli di conte di Borgogna e di Artois, gli succedette, sotto la tutela di suo marito, Oddone IV, il nipote, di circa un anno, Filippo di Rouvres, il figlio di suo figlio, Filippo di Borgogna, morto l'anno precedente.

## Discendenza
Giovanna III e Oddone IV ebbero 6 figli, quattro dei quali nacquero morti o morirono dopo poche settimane, nel 1322, 1327, 1330 e 1335. Gli unici che vissero furono:
- Filippo (1323-1346), conte di Alvernia e di Boulogne, che premorì ai genitori[27]
- Giovanni (1325 † 1327)[28].

## Ascendenza
|                          |               |                        | Genitori                        |  |  | Nonni |  |  | Bisnonni               |  |  | Trisnonni           |  |
|                          |               |                        |                                 |  |  |       |  |  | Filippo III di Francia |  |  | Luigi IX di Francia |  |
|                          |               |                        |                                 |  |  |       |  |  | Filippo III di Francia |  |  | Luigi IX di Francia |  |
|                          |               | Margherita di Provenza |                                 |  |  |       |  |  | Filippo III di Francia |  |  |                     |  |
| Filippo IV di Francia    |               |                        |                                 |  |  |       |  |  | Filippo III di Francia |  |  |                     |  |
|                          |               | Isabella d'Aragona     | Giacomo I d'Aragona             |  |  |       |  |  |                        |  |  |                     |  |
|                          |               | Isabella d'Aragona     | Giacomo I d'Aragona             |  |  |       |  |  |                        |  |  |                     |  |
|                          |               | Isabella d'Aragona     | Iolanda d'Ungheria              |  |  |       |  |  |                        |  |  |                     |  |
| Filippo V di Francia     |               | Isabella d'Aragona     |                                 |  |  |       |  |  |                        |  |  |                     |  |
|                          |               | Enrico I di Navarra    | Tebaldo I di Navarra            |  |  |       |  |  |                        |  |  |                     |  |
|                          |               | Enrico I di Navarra    | Tebaldo I di Navarra            |  |  |       |  |  |                        |  |  |                     |  |
|                          |               | Enrico I di Navarra    | Margherita di Borbone-Dampierre |  |  |       |  |  |                        |  |  |                     |  |
| Giovanna I di Navarra    |               | Enrico I di Navarra    |                                 |  |  |       |  |  |                        |  |  |                     |  |
|                          |               | Bianca d'Artois        | Roberto I d'Artois (=28)        |  |  |       |  |  |                        |  |  |                     |  |
|                          |               | Bianca d'Artois        | Roberto I d'Artois (=28)        |  |  |       |  |  |                        |  |  |                     |  |
|                          |               | Bianca d'Artois        | Matilde di Brabante (=29)       |  |  |       |  |  |                        |  |  |                     |  |
| Giovanna III di Borgogna |               | Bianca d'Artois        |                                 |  |  |       |  |  |                        |  |  |                     |  |
|                          | Ugo di Châlon | Giovanni d'Auxonne     |                                 |  |  |       |  |  |                        |  |  |                     |  |
|                          | Ugo di Châlon | Giovanni d'Auxonne     |                                 |  |  |       |  |  |                        |  |  |                     |  |
|                          | Ugo di Châlon | Matilde di Borgogna    |                                 |  |  |       |  |  |                        |  |  |                     |  |
| Ottone IV di Borgogna    | Ugo di Châlon |                        |                                 |  |  |       |  |  |                        |  |  |                     |  |
|                          |               | Adelaide I di Borgogna | Ottone II di Borgogna           |  |  |       |  |  |                        |  |  |                     |  |
|                          |               | Adelaide I di Borgogna | Ottone II di Borgogna           |  |  |       |  |  |                        |  |  |                     |  |
|                          |               | Adelaide I di Borgogna | Beatrice II di Borgogna         |  |  |       |  |  |                        |  |  |                     |  |
| Giovanna II di Borgogna  |               | Adelaide I di Borgogna |                                 |  |  |       |  |  |                        |  |  |                     |  |
|                          |               | Roberto II d'Artois    | Roberto I d'Artois (=22)        |  |  |       |  |  |                        |  |  |                     |  |
|                          |               | Roberto II d'Artois    | Roberto I d'Artois (=22)        |  |  |       |  |  |                        |  |  |                     |  |
|                          |               | Roberto II d'Artois    | Matilde di Brabante (=23)       |  |  |       |  |  |                        |  |  |                     |  |
| Mahaut d'Artois          |               | Roberto II d'Artois    |                                 |  |  |       |  |  |                        |  |  |                     |  |
|                          |               | Amicie de Courtenay    | Pietro di Courtenay             |  |  |       |  |  |                        |  |  |                     |  |
|                          |               | Amicie de Courtenay    | Pietro di Courtenay             |  |  |       |  |  |                        |  |  |                     |  |
|                          |               | Amicie de Courtenay    | Perronelle de Joign             |  |  |       |  |  |                        |  |  |                     |  |
|                          |               | Amicie de Courtenay    |                                 |  |  |       |  |  |                        |  |  |                     |  |

### Fonti primarie
- (LA)  Monumenta Germaniae Historica, Scriptores, Tomus XXIV.
- (LA)  Matthæi Parisiensis, Monachi Sancti Albani, Chronica Majorar, vol. IV.
- (LA)  Recueil des historiens des Gaules et de la France. Tome 20.
- (LA, FR)  Recueil des historiens des Gaules et de la France. Tome 21.
- (FR)  Diplomatum Belgicorum nova collectio, sive supplementum ad opera diplomatica Auberti Miræi (Brussels), Tome IV.
- (LA)  Histoire généalogique de la Maison royale de Courtenay.

### Letteratura storiografica
- Hilda Johnstone, "Francia: gli ultimi Capetingi", cap. XV, vol. VI (Declino dell'impero e del papato e sviluppo degli stati nazionali) della Storia del Mondo Medievale, 1980, pp. 569–607.
- A. Coville, "Francia: la guerra dei cent'anni (fino al 1380)", cap. XVI, vol. VI (Declino dell'impero e del papato e sviluppo degli stati nazionali) della Storia del Mondo Medievale, 1980, pp. 608–641.
- (FR)  Chronique parisienne anonyme du XIVe siècle.
- (FR)  Histoire des ducs de Bourgogne de la race capétienne, tome VI.
- (FR)  Histoire des ducs de Bourgogne de la race capétienne, tome VII.
- (FR)  Histoire des ducs de Bourgogne de la race capétienne, tome VIII.
- (FR)  Histoire généalogique des ducs de Bourgogne de la maison de France.